# Stylops oblongulus
Stylops oblongulus  (лат.) — вид веерокрылых насекомых рода Stylops из семейства Stylopidae. Япония (Хонсю).
Общая длина брюшка самок около 5,6 мм. Длина цефалоторакса 0,98 мм, максимальная ширина 0,83 мм; интермандибулярное расстояние 1,3 мм. Характеризуется трапециевидной формой цефалоторакса с почти прямыми боковыми краями.
Паразиты пчёл вида Andrena (Andrena) longitibialis (Andrena, Andrenidae). Близок к виду Stylops melittae, обнаруженному в Европе на пчёлах Andrena (Melandrena) nigroaenea.
Вид был впервые описан в 1985 году японскими энтомологами Тэйдзи Кифунэ (Kifune Teiji; Department of Parasitology, School of Medicine, Университет Фукуоки, Фукуока) и Ёсихиро Хирасимой (Yoshihiro Hirashima; Entomological Laboratory, Faculty of Agriculture, Университет Кюсю, Фукуока, Япония).
В одной из новых работ по роду Stylops  в ходе анализа ДНК авторами (Straka et al., 2015) рассматривается в качестве предположительного синонима вида ?=Stylops japonicus Kifune & Hirashima, 1985 (в статусе «Supposed new junior subjective synonym», что на 2018 год не подтверждено соответствующими профильными базами данных, например, Eol.org и Strepsiptera database).